# Patricia Mohammed
Patricia Mohammed (née le 28 février 1954) est une universitaire, écrivaine et cinéaste trinidadienne. Elle est professeure émérite de l'Université des Antilles (UWI). Ses principaux domaines de recherche portent sur le genre, le développement et le rôle de l'art dans l'imaginaire caribéen. Elle a fondé la Caribbean Review of Gender Studies, revue en ligne à comité de lecture et en libre accès.

## Éducation
Mohammed est titulaire d'une licence en économie et sociologie (1976) et d'une maîtrise en sociologie (1987) de l'Université des Antilles (UWI).
Elle obtient son doctorat à l'Institut d'études sociales en 1993 ; sa thèse s'intitule « Histoire sociale des Indiens post-migrants à Trinidad, 1917-1947 : une perspective de genre ».

## Carrière universitaire
Mohammed est professeure émérite à l'Université des Antilles. Elle est auparavant[Quand ?] professeure d'études de genre et culturelles et coordinatrice de l'École des études supérieures et de la recherche sur le campus de Saint-Augustin[Où ?].
En 2004, elle est vice-doyenne (études supérieures et recherche) et, à plusieurs reprises entre 1994 et 2002, directrice de l'unité Mona du Centre d'études sur le genre et le développement. Elle est également directrice et maître de conférences à l'unité Saint-Augustin du Centre d'études sur le genre et le développement. En 2007, elle est professeure invitée à l'Université d'État de New York à Albany, dans le cadre d'une nomination conjointe avec les départements d'études latino-américaines et caribéennes et d'études féminines.
En 2006, elle fonde la revue en ligne à comité de lecture Caribbean Review of Gender Studies, dont elle est rédactrice en chef[style à revoir].

## Hommage
- Prix littéraire Barbara T. Christian[3].